# ماداگاسکار ۳: تحت تعقیب‌ترین‌های اروپا
ماداگاسکار ۳: تحت تعقیب در اروپا (به انگلیسی: Madagascar 3: Europe's Most Wanted) سومین قسمت از سری پویانمایی‌های ماداگاسکار است که در ۸ ژوئن ۲۰۱۲ منتشر شد.

## داستان
داستان از این قرار است که پنگوئن‌ها، الکس، مارتی، مل من و گلوریا را در آفریقا می‌گذارند و خود به دنبال خوش گذرانی می‌روند. در این بین الکس و دیگر دوستانش به دنبال پنگوئن‌ها می‌روند و تحت تعقیب یک مامور کنترل حیوانات فرانسوی قرار می‌گیرند و وقتی که در حین فرار از اویند، به یک سیرک بر می‌خورند که مجبور می‌شوند به دروغ و برای فرار از مأمور به آن‌ها بگویند که اهل سیرکند تا آن‌ها را به داخل سیرک راه دهند و...